# 藤原ジャンクション
藤原ジャンクション（ふじはらジャンクション）は、大分県速見郡日出町大字藤原にある大分空港道路上のジャンクションである。先行開通部分（1991年開通）と延伸部（2002年開通）のジャンクション。
この延伸部の開通で大分空港道路は東九州自動車道（宇佐別府道路を含む）および大分自動車道と自動車専用道路で結ばれるようになった。なお、先行開通区間の国道213号日出側交点方面と延伸部の日出IC相互の通行はできない。

## 歴史
- 2002年3月30日:大分空港道路日出IC - 藤原JCT間開通にともない供用開始

## 接続する道路
- 大分空港道路（日出IC - 国道213号安岐側交点）
- 大分空港道路先行開通区間（国道213号日出側交点 - 藤原JCT）

## 隣
E97 大分空港道路（日出IC - 国道213号安岐側交点）
(1) 日出IC - (2) 藤原JCT - 相原PA（下り線のみ） - (3) 杵築IC
大分空港道路先行開通区間（国道213号日出側交点 - 藤原JCT）
国道213号日出側交点 - (2) 藤原JCT